# Erdély FM
Erdély FM este un post de radio în limba maghiară din Târgu Mureș, înființat în anul 2007. Neavând frecvență proprie de emisie, postul de radio a realizat programe pentru posturile de radio din Transilvania și a putut fi ascultat exclusiv online. Din vara anului 2009 se poate asculta pe frecvența de 97.1 MHz în jurul orașului Târgu Mureș. Proprietarul postului Erdély FM este Fundația Janovics Jenő, finanțată de Fundația Communitas.

## Acoperire
Postul de radio Erdély FM poate fi recepționat în localitățile în jurul municipiului Târgu Mureș, respectiv în județul Harghita la Toplița și Miercurea Ciuc. Totodată, se poate asculta pe internet și prin aplicațiile concepute pentru sistemele de operare iOS și Android. 
- 97.1 FM Târgu Mureș
- 105.4 FM Toplița
- 88.1 FM Miercurea Ciuc